# Stasys Baranauskas
Stasys Baranauskas (Kaunas, 7 maggio 1962) è un ex calciatore lituano, di ruolo attaccante.

## Carriera

### Club
Tra il 1980 e il 1989 gioca per lo Žalgiris, squadra della seconda categoria sovietica che nel 1982 si conquista la promozione in prima divisione. Dopo aver collezionato 253 presenze e 41 gol, Baranauskas si trasferisce in Israele. Tra il 1991 e il 1995 gioca in Austria prima di ritornare in Lituania, all'Ekranas. Nel gennaio del 1996 passa al Kareda Šiauliai, società che vince la Coppa nazionale, la Supercoppa e il campionato lituano. Trasferitosi al Panerys, chiude la carriera nel 1999, a 37 anni.

### Nazionale
Esordisce in Nazionale a 30 anni scendendo in campo da capitano il 25 aprile del 1992 in un'amichevole contro la Polonia (2-0). Dal 3 giugno del 1992 gioca 11 partite da capitano, realizzando anche una rete all'Albania (3-1), in una partita valida per le qualificazioni al mondiale 1994. Totalizza 14 presenze e 1 gol.

## Palmarès

### Club

#### Competizioni nazionali
- Pervaja Liga: 1

Žalgiris: 1982
- LFF Supertaurė: 1

Kareda Šiauliai: 1996
- Lietuvos Taurė: 1

Kareda Šiauliai: 1996
- Lietuvos Lyga: 1

Kareda Šiauliai: 1996-1997